# Santé mentale de Jésus

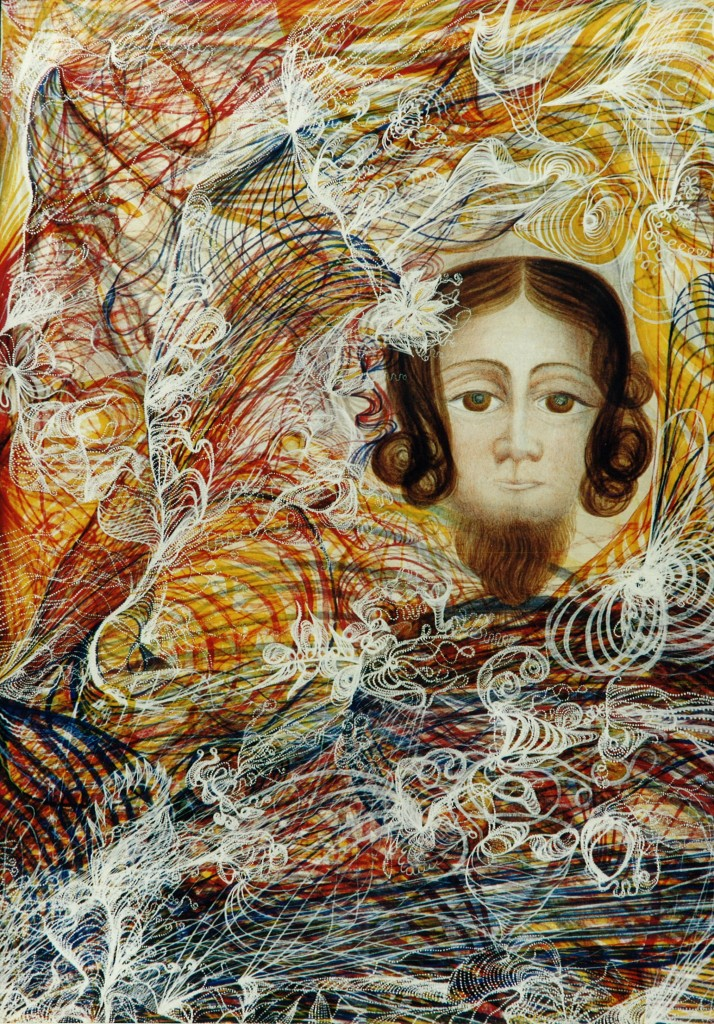
The Portrait of the Lord Jesus-Christ par Georgiana Houghton (1860-70)

La question de l'évaluation de la santé mentale de Jésus de Nazareth est posée au début du XXe siècle par le psychologue et médecin français Charles Binet-Sanglé : dans l’œuvre en quatre volumes La folie de Jésus publiée en 1908–1915, il déclare que Jésus n'était pas sain d'esprit. Cette vue trouve à la fois des partisans et des adversaires.

## Opinions contestant la santé mentale de Jésus
Binet-Sanglé définit la maladie de Jésus comme une paranoïa religieuse.

« En résumé, la nature des hallucinations de Jésus, telles qu'elles sont décrites dans les Évangiles orthodoxes, nous permet de conclure que le fondateur de la religion chrétienne était atteint de paranoïa religieuse. »

Son opinion est partagée par le psychiatre de New York William Hirsch (de) qui a publié le livre, Religion and civilization; the conclusions of a psychiatrist (1912) énumérant un certain nombre de comportements mentalement aberrants de Jésus. Hirsch était d'accord avec Binet-Sanglé sur le fait que Jésus était affligé d'hallucinations et parlait de sa « mégalomanie, qui montait sans cesse et sans mesure ». Hirsch conclut que Jésus était « paranoïaque » – purement et simplement.
Le psychologue et philosophe polonais Władysław Witwicki, dans un commentaire psychologique de sa propre traduction polonaise de l'Évangile selon Matthieu et de l'Évangile selon Marc (écrit en 1942, publié en 1958),, attribue Jésus au subjectivisme, sens accru de son pouvoir et de sa supériorité sur les autres, égocentrisme et tendance à subordonner d'autres personnes, ainsi qu'à des difficultés de contact avec le monde et double personnalité, ce qui en fait un type schizothyme ou même schizophrène (selon la typologie d'Ernst Kretschmer),.
Le philosophe et scientifique sceptique américain Paul Kurtz, dans l'un de ses ouvrages les plus influents, The Transcendental Temptation (1986, chapitre « Was Jesus disturbed? »), affirme que certains fragments de l'Évangile suggèrent que Jésus avait une personnalité perturbée (anglais : disturbed personality). Il souligne cependant qu'il est difficile de vérifier la véracité de ces suggestions car il n'y a pas la possibilité de le soumettre à un diagnostic psychiatrique détaillé. Il déclare que si Jésus avait des prétentions à la divinité, il était dérangé (anglais : deranged). Selon Kurtz, Jésus prêchait constamment que la fin du monde approchait (anglais : doomsday or the last days were at hand). Dans ce contexte, il se réfère à Mt 16:28 et Mt 24:34–35. Il cite également des fragments de l'Évangile dans lesquels la famille de Jésus (Mc 3:20–21) et d'autres Juifs de son temps (Mc 3:22, Jn 10:20) l'accusaient de possession et de folie.
Le psychiatre anglais Anthony Storr dans son livre Feet of Clay;Saints, Sinners and Madmen: A Study of Gurus (1996) suggère l'existence de similitudes psychologiques entre des fous « messies » tels que Jim Jones, David Koresh et des chefs religieux respectés, y compris Jésus. Storr retrace les schémas typiques, impliquant souvent des maladies psychotiques qui conditionnent le développement du guru. Son étude est une tentative de regarder Jésus comme l'un des nombreux gourous. Storr est d'accord avec la plupart des érudits de Jésus de l'histoire qui sont enclins à l'hypothèse de Jésus comme prophète apocalyptique:

« Il semble inévitable que Jésus partageait le point de vue apocalyptique selon lequel la conquête finale du mal par Dieu était proche et que le royaume de Dieu serait établi sur la terre dans un proche avenir. »

Storr reconnaît les nombreuses similitudes de Jésus avec d'autres gourous. Il s'agit, par exemple, de traverser une période de conflit interne lors d'un jeûne dans le désert. Selon lui, si Jésus se considérait vraiment comme un député de Dieu et croyait qu'un jour il descendrait du ciel pour régner, il ressemblerait beaucoup aux gourous qu'il avait précédemment décrits comme des prédicateurs de délires possédés par la manie de grandeur.
Il note que Jésus n'était pas parfait dans sa vie de famille (Mc 3:31–35; Mc 13:12–13). Les gourous restent souvent indifférents aux liens familiaux. Selon Storr, d'autres similitudes incluent la foi de Jésus de recevoir une révélation spéciale de Dieu et une tendance à l'élitisme dans le sens où Jésus pensait qu'il avait été spécialement « marqué » par Dieu.
Le neurologue américain Robert Sapolsky dans son livre The Trouble with Testosterone: and Other Essays on the Biology of the Human Predicament (1997) et dans ses conférences, suggère que Jésus souffrait d'un trouble de la personnalité schizotypique.
Justin Meggitt (en), érudit en sciences religieuses, dans son article de 2007 (The Madness of King Jesus: Why was Jesus Put to Death, but his Followers were not? – La folie du roi Jésus : pourquoi Jésus a-t-il été mis à mort et non ses disciples?) et le livre de 2010 (The Madness of King Jesus: The Real Reasons for His Execution – La folie du roi Jésus : les vraies raisons de son exécution) suggère que Pilate et les autres Romains considéraient Jésus comme un fou insensé et trompé, c'est pourquoi seul Jésus a été condamné à mort et ses disciples ne l'ont pas été.
La santé mentale de Jésus a également été mise en doute par les psychiatres allemands Oskar Panizza,, et Georg Lomer, le psychiatre britannique William Sargant, des neurologues américains et des neuropsychiatres de la Harvard Medical School,, ainsi que par certains psychologues du courant psychanalytique, par exemple Georges Berguer (de), dans son livre de 1920 Les traits de la vie de Jésus au point de psychologique et psychanalytique.
Plus tôt, Jean Meslier (1664–1729) dans son Testament s'est engagé à prouver que Jésus « étoit véritablement un fou, un insensé, un fanatique ».

## Opinions défendant la santé mentale de Jésus
Albert Schweitzer et le théologien américain Walter Bundy ont discuté d'opinions mettant en cause la santé mentale de Jésus (principalement celles de Charles Binet-Sanglé et William Hirsch). Schweitzer expose ces points de vue dans sa thèse de doctorat Die psychiatrische Beurteilung Jesu: Darstellung und Kritik (1913), et Bundy – dans son livre The psychic health of Jesus (1922).
La santé mentale de Jésus est défendue par les psychiatres Olivier Quentin Hyder, également par Pablo Martínez et Andrew Sims (en) dans leur livre Mad or God? Jesus: The healthiest mind of all (2018).
La défense de la santé mentale de Jésus est consacrée en éditorial dans le magazine des jésuites italiens La Civiltà Cattolica, publié le 5 novembre 1994. À la question sur le titre « E se Gesù si fosse ingannato? » (« Et si Jésus s'était trompé? »), les éditeurs ont répondu par la négative, arguant que Jésus n'était pas un fanatique ou mégalomane, mais une personne mentalement saine et très réaliste. Par conséquent, il ne s'est pas trompé en disant qu'il était le messie et le Fils de Dieu.
Aussi, des apologétiques chrétiennes, comme Josh McDowell et Lee Strobel, abordent le sujet de la défense de la santé mentale de Jésus.
Le pape Benoît XVI a écrit dans son livre Jésus de Nazareth :

« Un large courant de la recherche libérale interprète le baptême de Jésus comme une expérience de vocation. Lui qui avait mené jusque-là une vie tout à fait ordinaire dans la province de Galilée aurait fait alors une expérience bouleversante. C’est là que lui serait venue la conscience d’une relation particulière avec Dieu et de sa mission religieuse, conscience mûrie sur la base de l’attente prédominant en Israël et reformulée par Jean, grâce à un bouleversement personnel causé en lui par l’événement du baptême. Or on ne trouve rien de tout cela dans les textes. Quelle que soit l’érudition dont on habille cette conception, elle relève plus du genre romanesque sur Jésus, que d’une réelle exégèse des textes. Ces derniers ne nous permettent pas d’entrer dans le monde intérieur de Jésus - Jésus est au-dessus de nos psychologies (Guardini Romano, Das Wesen des Christentums). »

Le chercheur Bart D. Ehrman écrit dans son blog :

« Il peut très bien avoir pensé (je pense qu’il le pensait) qu’il serait le messie du futur royaume. C’était sans doute une vision assez exaltée de lui-même, mais je ne pense pas que cela fasse de Jésus un fou. Cela fait de lui un prophète apocalyptique exceptionnellement confiant. D'autres avaient des idées de grandeur à  cette époque. Je ne pense pas que cela signifie une maladie mentale. Cela fait de lui un Juif apocalyptique du premier siècle. »